# Grand Prix-wegrace der Naties 1977
De Grand Prix-wegrace der Naties 1977 was vierde race van wereldkampioenschap wegrace voor motorfietsen in het seizoen 1977. De races werden verreden op 15 mei 1977 op het
Autodromo Enzo e Dino Ferrari in Imola.

## 500 cc
Wil Hartog startte in Italië zoals gewoonlijk weer snel. Hij was als derde weg achter Virginio Ferrari en Armando Torraca. Barry Sheene klom vanaf het middenveld echter gestaag op en nam de leiding over, terwijl Pat Hennen Torraca passeerde. Hartog viel uit door een vastloper. Hennen viel en daardoor werd Torraca alsnog derde.

### Uitslag 500 cc
| Pos | Coureur             | Merk            | Tijd            | Punten |
| --- | ------------------- | --------------- | --------------- | ------ |
| 1   | Barry Sheene        | Suzuki          | 59' 52" 0       | 15     |
| 2   | Virginio Ferrari    | Suzuki          | + 1" 3          | 12     |
| 3   | Armando Toracca     | Suzuki          | + 2" 6          | 10     |
| 4   | Steve Baker         | Yamaha          | + 28" 6         | 8      |
| 5   | Giacomo Agostini    | Yamaha          | + 35" 8         | 6      |
| 6   | Philippe Coulon     | Suzuki          | + 36" 9         | 5      |
| 7   | John Newbold        | Suzuki          | + 1' 10" 5      | 4      |
| 8   | Christian Estrosi   | Suzuki          | + 1' 14" 5      | 3      |
| 9   | Boet van Dulmen     | Suzuki          | + 1' 16" 4      | 2      |
| 10  | Toni Mang           | Suzuki          | + 1' 22" 3      | 1      |
| 11  | Steve Parrish       | Suzuki          | + 1' 39" 7      |        |
| 12  | Teuvo Länsivuori    | Suzuki          | + 1' 40" 4      |        |
| 13  | Graziano Rossi      | Suzuki          | + 1' 45" 7      |        |
| 14  | Max Wiener          | Suzuki          | + 1' 45" 7      |        |
| 15  | Alex George         | Suzuki          | + 1 ronde       |        |
| 16  | John Williams       | Suzuki          | + 1 ronde       |        |
| 17  | Jean-Philippe Orban | Suzuki          | + 2 ronden      |        |
| 18  | Mario Necchi        | Suzuki          | + 2 ronden      |        |
| DNF | Marco Lucchinelli   | Suzuki          |                 |        |
| DNF | Gianfranco Bonera   | Suzuki          |                 |        |
| DNF | Michel Rougerie     | Suzuki          |                 |        |
| DNF | Pat Hennen          | Suzuki          | val             |        |
| DNF | Nico Cereghini      | Suzuki          |                 |        |
| DNF | Jack Findlay        | Suzuki          | val             |        |
| DNF | Gianni Rolando      | Suzuki          |                 |        |
| DNF | Riccardo Romeri     | Yamaha          |                 |        |
| DNF | Stu Avant           | Suzuki          |                 |        |
| DNF | Bernard Fau         | Suzuki          |                 |        |
| DNF | Wil Hartog          | Suzuki          | vastloper       |        |
| DNF | Børge Nielsen       | Suzuki          |                 |        |
| DNQ | Markku Matikainen   | Suzuki          |                 |        |
| DNQ | Carlo Perugini      | Suzuki          |                 |        |
| DNQ | Pieraldo Cipriani   | Paton           |                 |        |
| DNQ | Karl Auer           | Suzuki          |                 |        |
| DNQ | Helmut Kassner      | Suzuki          |                 |        |
| DNQ | Gregorio Mariani    | Suzuki          |                 |        |
| DNQ | Hervé Regout        | Suzuki          |                 |        |
| DNQ | Cesare Leali        | Suzuki          |                 |        |
| DNQ | Luigi Torelli       | Lombardini      |                 |        |
| DNQ | Francesco Pisanelli | Suzuki          |                 |        |
| DNQ | Paolo Niccoli       | Harley-Davidson | Harley-Davidson |        |

## 350 cc
Alan North had al op poleposition gestaan in de 350 cc klasse in Oostenrijk en Duitsland, maar in Italië kon hij die plaats eindelijk verzilveren. Hij wist met zijn Wilddam-Yamaha een kleine voorsprong te pakken op Mario Lega en Kork Ballington, die met elkaar in gevecht waren om de tweede plaats. Twee ronden voor het einde was Ballington's tank leeg en daardoor schoof Takazumi Katayama met zijn driecilinder Yamaha door naar de derde plaats.

### Uitslag 350 cc
| Pos | Coureur             | Merk                   | Tijd       | Punten |
| --- | ------------------- | ---------------------- | ---------- | ------ |
| 1   | Alan North          | Yamaha                 | 53' 12" 2  | 15     |
| 2   | Mario Lega          | Bakker-Morbidelli      | + 1" 7     | 12     |
| 3   | Takazumi Katayama   | Yamaha                 | + 23" 7    | 10     |
| 4   | Michel Rougerie     | Yamaha                 | + 24" 6    | 8      |
| 5   | Bruno Kneubühler    | Yamaha                 | + 1' 07" 1 | 6      |
| 6   | Franco Uncini       | Harley-Davidson        | + 1' 15" 2 | 5      |
| 7   | Walter Villa        | Bimota-Harley-Davidson | + 1' 15" 7 | 4      |
| 8   | Felice Agostini     | Yamaha                 | + 1' 29" 9 | 3      |
| 9   | Denis Boulom        | Yamaha                 | + 1' 41" 8 | 2      |
| 10  | Chas Mortimer       | Maxton-Yamaha          | + 1' 48" 2 | 1      |
| 11  | Michel Frutschi     | Yamaha                 | + 1' 50" 3 |        |
| 12  | Olivier Chevallier  | Yamaha                 | + 1 ronde  |        |
| 13  | Ken Nemoto          | Yamaha                 | + 1 ronde  |        |
| 14  | Giorgio Avveduti    | Yamaha                 | + 1 ronde  |        |
| 15  | Peter Baláž         | Yamaha                 | + 3 ronden |        |
| DNF | Kork Ballington     | Yamaha                 | brandstof  |        |
| DNF | Giacomo Agostini    | Yamaha                 |            |        |
| DNF | Tom Herron          | Yamaha                 |            |        |
| DNF | Pekka Nurmi         | Yamaha                 |            |        |
| DNF | Gianni Pelletier    | Bimota-Yamaha          |            |        |
| DNF | Christian Sarron    | Yamaha                 |            |        |
| DNF | Raffaele Palatiello | Bimota-Yamaha          |            |        |
| DNF | Vanes Francini      | Yamaha                 |            |        |
| DNF | Alfio Micheli       | Yamaha                 |            |        |
| DNF | Massimo Matteoni    | Bimota-Yamaha          |            |        |
| DNF | Philippe Coulon     | Yamaha                 |            |        |
| DNF | Raymond Roche       | Yamaha                 |            |        |
| DNF | Børge Nielsen       | Yamaha                 |            |        |
| DNF | José Cecotto        | Yamaha                 |            |        |
| DNF | Leif Gustafsson     | Yamaha                 |            |        |
| DNF | Alex George         | Yamaha                 |            |        |
| DNQ | Jack Findlay        | Yamaha                 |            |        |
| DNQ | John Dodds          | Yamaha                 |            |        |
| DNQ | Karl Auer           | Yamaha                 |            |        |
| DNQ | Giorgio Gabellini   | Yamaha                 |            |        |
| DNQ | Tapio Virtanen      | Yamaha                 |            |        |
| DNQ | Max Wiener          | Yamaha                 |            |        |
| DNQ | Roland Freymond     | Yamaha                 |            |        |
| DNQ | Gianfranco Bonera   | Yamaha                 |            |        |
| DNQ | Franco Marcheggiani | Yamaha                 |            |        |
| DNQ | Riccardo Romeri     | Yamaha                 |            |        |
| DNQ | Jean-Claude Hogrel  | Yamaha                 |            |        |
| DNQ | Fosco Giansanti     | Yamaha                 |            |        |
| DNQ | Jon Ekerold         | Yamaha                 |            |        |
| DNQ | Raúl Tausani        | Yamaha                 |            |        |
| DNQ | Giuseppe Consalvi   | Yamaha                 |            |        |
| DNQ | Erasmo Di Giacinto  | Harley-Davidson        |            |        |
| DNQ | Philippe Bouzanne   | Yamaha                 |            |        |
| DNQ | Germano Paganini    | Yamaha                 |            |        |
| DNQ | Adelio Faccioli     | Yamaha                 |            |        |
| DNQ | Markku Matikainen   | Yamaha                 |            |        |
| DNQ | Germano Salsi       | Yamaha                 |            |        |
| DNQ | Giorgio Gatti       | Yamaha                 |            |        |
| DNQ | Sven Andersson      | Yamaha                 |            |        |
| DNQ | Yoshimi Matsumoto   | Yamaha                 |            |        |
| DNQ | Riccardo Russo      | Yamaha                 |            |        |
| DNQ | Paolo Campanelli    | Yamaha                 |            |        |
| DNQ | Carlo Saltarelli    | Yamaha                 |            |        |
| DNQ | János Drapál        | Yamaha                 |            |        |
| DNQ | Pentti Korhonen     | Yamaha                 |            |        |

## 250 cc
Na het ongeluk van Paolo Pileri in de GP van Oostenrijk kreeg Mario Lega diens Morbidelli. Daarmee voerde hij in Italië acht ronden lang het 250 cc-veld aan. Toen drong Franco Uncini zich vanaf de vijfde plaats naar voren om de leiding over te nemen. De Kawasaki's hadden weer goed getraind (drie machines op de tweede startrij) en Barry Ditchburn haalde er de derde plaats mee.

### Uitslag 250 cc
| Pos | Coureur                 | Merk                   | Tijd       | Punten |
| --- | ----------------------- | ---------------------- | ---------- | ------ |
| 1   | Franco Uncini           | Bimota-Harley-Davidson | 50' 12" 7  | 15     |
| 2   | Mario Lega              | Morbidelli             | + 9" 1     | 12     |
| 3   | Barry Ditchburn         | Kawasaki               | + 30" 7    | 10     |
| 4   | Tom Herron              | Yamaha                 | + 39"      | 8      |
| 5   | Alan North              | Yamaha                 | + 50" 9    | 6      |
| 6   | Jon Ekerold             | Yamaha                 | + 55" 3    | 5      |
| 7   | Jean-François Baldé     | Kawasaki               | + 58" 8    | 5      |
| 8   | Takazumi Katayama       | Yamaha                 | + 1' 19" 2 | 4      |
| 9   | Vic Soussan             | Yamaha                 | + 1' 28" 2 | 2      |
| 10  | Vanes Francini          | Yamaha                 | + 1' 29" 2 | 1      |
| 11  | Sauro Pazzaglia         | Yamaha                 | + 1' 30" 1 |        |
| 12  | Franco Solaroli         | Harley-Davidson        | + 1' 51" 9 |        |
| 13  | Michel Frutschi         | Yamaha                 | + 1' 52"   |        |
| 14  | Pekka Nurmi             | Yamaha                 | + 1' 54" 5 |        |
| 15  | Pierluigi Conforti      | Yamaha                 | + 1' 58" 8 |        |
| 16  | Philippe Bouzanne       | Yamaha                 | + 1 ronde  |        |
| 17  | Leif Gustafsson         | Yamaha                 | + 1 ronde  |        |
| 18  | John Dodds              | Yamaha                 | + 1 ronde  |        |
| DNF | Walter Villa            | Bimota-Harley-Davidson | motor      |        |
| DNF | Christian Sarron        | Yamaha                 | val        |        |
| DNF | Hans Müller             | Yamaha                 |            |        |
| DNF | Akihiro Kiyohara        | Kawasaki               |            |        |
| DNF | Bruno Kneubühler        | Yamaha                 |            |        |
| DNF | Aldo Nannini            | Yamaha                 |            |        |
| DNF | Gianni Pelletier        | Bimota-Yamaha          |            |        |
| DNF | Vinicio Salmi           | Yamaha                 |            |        |
| DNF | Kork Ballington         | Yamaha                 |            |        |
| DNF | Giovanni Proni          | Yamaha                 |            |        |
| DNF | Giuseppe Consalvi       | Yamaha                 |            |        |
| DNF | Olivier Chevallier      | Yamaha                 |            |        |
| DNQ | Chas Mortimer           | Maxton-Yamaha          |            |        |
| DNQ | Maurizio Massimiani     | Yamaha                 |            |        |
| DNQ | Attilio Riondato        | Yamaha                 |            |        |
| DNQ | Denis Boulom            | Yamaha                 |            |        |
| DNQ | Luciano Ricchetti       | Harley-Davidson        |            |        |
| DNQ | Giorgio Avveduti        | Yamaha                 |            |        |
| DNQ | Armand Gras             | Yamaha                 |            |        |
| DNQ | Ken Nemoto              | Yamaha                 |            |        |
| DNQ | Raffaele Palatiello     | Yamaha                 |            |        |
| DNQ | Lorenzo Ghiselli        | Harley-Davidson        |            |        |
| DNQ | Tapio Virtanen          | Yamaha                 |            |        |
| DNQ | Edgardo Branducci       | Harley-Davidson        |            |        |
| DNQ | Orlando Macchi          | Yamaha                 |            |        |
| DNQ | Pierre Soulas           | Yamaha                 |            |        |
| DNQ | Harald Bartol           | Yamaha                 |            |        |
| DNQ | Francisco Calafat Pérez | Yamaha                 |            |        |
| DNQ | Peter Baláž             | Yamaha                 |            |        |
| DNQ | Gianfranco Bursi        | Yamaha                 |            |        |
| DNQ | Odo Ricchetti           | Yamaha                 |            |        |
| DNQ | Raul Martini            | Yamaha                 |            |        |
| DNQ | Alain Béraud            | Yamaha                 |            |        |
| DNQ | Massimo Matteoni        | Yamaha                 |            |        |
| DNQ | Pentti Korhonen         | Yamaha                 |            |        |
| DNQ | Rudolf Weiss            | Yamaha                 |            |        |
| DNQ | Lucio Pamio             | Harley-Davidson        |            |        |
| DNQ | Jean-Claude Hogrel      | Yamaha                 |            |        |
| DNQ | Antonio Maisano         | Yamaha                 |            |        |
| DNQ | Branko Bevanda          | Yamaha                 |            |        |
| DNQ | Xaver Tschannen         | Harley-Davidson        |            |        |
| DNQ | Sven Andersson          | Yamaha                 |            |        |
| DNQ | Roland Freymond         | Yamaha                 |            |        |

## 125 cc
De 125 cc race in Imola was net als de eerdere races in dit seizoen saai. Pier Paolo Bianchi werd geen moment bedreigd maar ook achter hem lagen de rijders tamelijk ver uit elkaar. Eugenio Lazzarini werd tweede en op de derde plaats eindigde de onbekende Italiaan Maurizio Massimiani met een Morbidelli. Ángel Nieto had nog wel een tijdje op de tweede plaats gelegen, maar zijn oude Bultaco uit 1976 kwam gewoon vermogen tekort.

### Uitslag 125 cc
| Pos | Coureur                | Merk            | Tijd       | Punten |
| --- | ---------------------- | --------------- | ---------- | ------ |
| 1   | Pier Paolo Bianchi     | Morbidelli      | 45' 58" 7  | 15     |
| 2   | Eugenio Lazzarini      | Morbidelli      | + 55" 8    | 12     |
| 3   | Maurizio Massimiani    | Morbidelli      | + 1' 13" 5 | 10     |
| 4   | Toni Mang              | Morbidelli      | + 1' 16" 3 | 8      |
| 5   | Ángel Nieto            | Bultaco         | + 1' 28" 2 | 6      |
| 6   | Sauro Pazzaglia        | Morbidelli      | + 1' 41" 2 | 5      |
| 7   | Hans Müller            | Morbidelli      | + 1' 46" 6 | 4      |
| 8   | Jean-Louis Guignabodet | Morbidelli      | + 1' 48" 9 | 3      |
| 9   | Stefan Dörflinger      | Morbidelli      | + 1' 51" 5 | 2      |
| 10  | Pieraldo Cipriani      | Morbidelli      | + 2' 06" 9 | 1      |
| 11  | Luciano Ricchetti      | Morbidelli      | + 2' 13" 8 |        |
| 12  | Gert Bender            | Bender          | + 2' 15" 7 |        |
| 13  | Guido Mancini          | Morbidelli      | + 1 ronde  |        |
| 14  | Felice Pellegrino      | Morbidelli      | + 1 ronde  |        |
| 15  | Patrick Plisson        | Morbidelli      | + 1 ronde  |        |
| 16  | Enrico Cereda          | Morbidelli      | + 1 ronde  |        |
| 17  | Rossano Brazzi         | Morbidelli      | + 1 ronde  |        |
| 18  | Luigi Rinaudo          | Morbidelli      | + 3 ronden |        |
| DNF | Giovanni Ziggiotto     | Morbidelli      |            |        |
| DNF | Germano Zanetti        | Morbidelli      |            |        |
| DNF | Harald Bartol          | Morbidelli      |            |        |
| DNF | Johann Parzer          | Morbidelli      |            |        |
| DNF | Matti Kinnunen         | Morbidelli      |            |        |
| DNF | Rolf Blatter           | Morbidelli      |            |        |
| DNF | Claudio Lusuardi       | Morbidelli      |            |        |
| DNF | János Drapál           | Morbidelli      |            |        |
| DNF | Carlo Vernocchi        | Morbidelli      |            |        |
| DNF | Ermanno Giuliano       | LGM             |            |        |
| DNF | Italo Zerbini          | Morbidelli      |            |        |
| DNF | Pierluigi Conforti     | Morbidelli      |            |        |
| DNQ | Luigi Schiavano        | Morbidelli      |            |        |
| DNQ | Brunello Baldini       | Morbidelli      |            |        |
| DNQ | Fusco Cesarotti        | Morbidelli      |            |        |
| DNQ | Rino Pretelli          | Morbidelli      |            |        |
| DNQ | Luciano Spinello       | Morbidelli      |            |        |
| DNQ | Hans-Jürgen Hummel     | Morbidelli      |            |        |
| DNQ | Aldo Larcher           | Harley-Davidson |            |        |
| DNQ | Xaver Tschannen        | Bender          |            |        |
| DNQ | Cees van Dongen        | Morbidelli      |            |        |
| DNQ | Gianni Ribuffo         | Raibo           |            |        |
| DNQ | Dominico Battilani     | Yamaha          |            |        |
| DNQ | Giuliano Tabanelli     | Silvestri       |            |        |

## 50 cc
In de 50 cc race startte Eugenio Lazzarini slecht, waardoor de Bultaco-rijders Ángel Nieto en Ricardo Tormo de leiding namen. Lazzarini stelde echter al snel orde op zaken en Nieto moest zelfs Tormo voor laten gaan doordat zijn Bultaco slechter begon te lopen.

### Uitslag 50 cc
| Pos | Coureur                | Merk              | Tijd       | Punten |
| --- | ---------------------- | ----------------- | ---------- | ------ |
| 1   | Eugenio Lazzarini      | Van Veen-Kreidler | 31' 40" 6  | 15     |
| 2   | Ricardo Tormo          | Bultaco           | + 1" 4     | 12     |
| 3   | Ángel Nieto            | Bultaco           | + 12" 1    | 10     |
| 4   | Herbert Rittberger     | Van Veen-Kreidler | + 1' 27" 8 | 8      |
| 5   | Rolf Blatter           | Kreidler          | + 1' 28" 4 | 6      |
| 6   | Ulrich Graf            | Kreidler          | + 1' 36" 7 | 5      |
| 7   | Stefan Dörflinger      | Kreidler          | + 1' 51" 5 | 4      |
| 8   | Patrick Plisson        | ABF               | + 1' 55" 4 | 3      |
| 9   | Ezio Mischiatti        | Derbi             | + 1' 56" 5 | 2      |
| 10  | Aldo Pero              | Kreidler          | + 1' 58" 7 | 1      |
| 11  | Hans-Jürgen Hummel     | Kreidler          | + 2' 14" 3 |        |
| 12  | Guido Mancini          | Kreidler          | + 2' 27" 3 |        |
| 13  | Rudolf Kunz            | Kreidler          | + 1 ronde  |        |
| 14  | Engelbert Kip          | Kreidler          | + 1 ronde  |        |
| 15  | Giorgio Paci           | Derbi             | + 1 ronde  |        |
| 16  | Ramón Gali             | Derbi             | + 1 ronde  |        |
| 17  | Claudio Granata        | Derbi             | + 1 ronde  |        |
| 18  | Günter Schirnhofer     | Kreidler          | + 1 ronde  |        |
| 19  | Giuliano Tabanelli     | Silvestri         | + 1 ronde  |        |
| 20  | Giovanni Lucarini      | UFO-Morbidelli    | + 1 ronde  |        |
| NQ  | Giorgio Macchiavelli   | UFO-Morbidelli    | + 6 ronden |        |
| DNF | Alberto Ieva           | Ringhini          |            |        |
| DNF | Hagen Klein            | Kreidler          |            |        |
| DNF | Claudio Lusuardi       | Lusuardi          |            |        |
| DNF | Jean-Louis Guignabodet | UFO-Morbidelli    |            |        |
| DNF | Ingo Emmerich          | Kreidler          |            |        |
| DNF | Joaquín Galí           | Bultaco           |            |        |
| DNF | Giorgio Di Nunzio      | Derbi             |            |        |
| DNF | Cees van Dongen        | Kreidler          |            |        |
| DNF | Ermanno Giuliano       | LGM               |            |        |
| DNQ | Theo Timmer            | Kreidler          |            |        |
| DNQ | Giorgio Antolini       | Derbi             |            |        |
| DNQ | Fabrizio Frollani      | Ringhini          |            |        |
| DNQ | Antonio Aletta         | Tomos             |            |        |
| DNQ | Giovanni Massaroni     | Ringhini          |            |        |
| DNQ | Claudio Boscotrecase   | Minarelli         |            |        |
| DNQ | Gianni Ribuffo         | Lamone            |            |        |

1922 · 1923 · 1924 · 1925 · 1926 · 1927 · 1928 · 1929 · 1930 · 1931 · 1932 · 1933 · 1934 · 1935 · 1936 · 1937 · 1938 · 1939 · 1947 · 1948 · 1949 · 1950 · 1951 · 1952 · 1953 · 1954 · 1955 · 1956 · 1957 · 1958 · 1959 · 1960 · 1961 · 1962 · 1963 · 1964 · 1965 · 1966 · 1967 · 1968 · 1969 · 1970 · 1971 · 1972 · 1973 · 1974 · 1975 · 1976 · 1977 · 1978 · 1979 · 1980 · 1981 · 1982 · 1983 · 1984 · 1985 · 1986 · 1987 · 1988 · 1989 · 1990